# Vaterpolo na Mediteranskim igrama 2001.
Vaterpolski turnir na MI 2001. održavao se u tuniškom glavnom gradu Tunisu.

## Konačni poredak
| Mj. | Država         |
| --- | -------------- |
| 1.  | Španjolska     |
| 2.  | Italija        |
| 3.  | Francuska      |
| 4.  | SR Jugoslavija |
| 5.  | Hrvatska       |
| 6.  | Slovenija      |
| 7.  | Grčka          |
| 8.  | Tunis          |
| 9.  | Turska         |

| Pobjednici              |
| ----------------------- |
| Španjolska Drugi naslov |